# Calicosama
Genre
Calicosama est un genre d'insectes lépidoptères de la famille des Riodinidae.

## Dénomination
Le nom Calicosama leur a été donné par Jason Piers Wilton Hall et Harvey en 2001.
Ils résident en Amérique.

## Liste des espèces
- Calicosama lilina (Butler, 1870); présent au Mexique, à Panama, à Trinité-et-Tobago, au Venezuela et au Pérou.
- Calicosama robbinsi Hall & Harvey, 2001; présent à Panama.

## Publication originale
- Hall & Harvey, 2001 : A reassessment of Calociasma with the description of a new genus and a new species (Lepidoptera: Riodinidae: Nymphidiini). Journal of the New York Entomological Society, vol. 109, n. 2, p. 196-205.

### Source
- Calicosama sur funet